# Ital

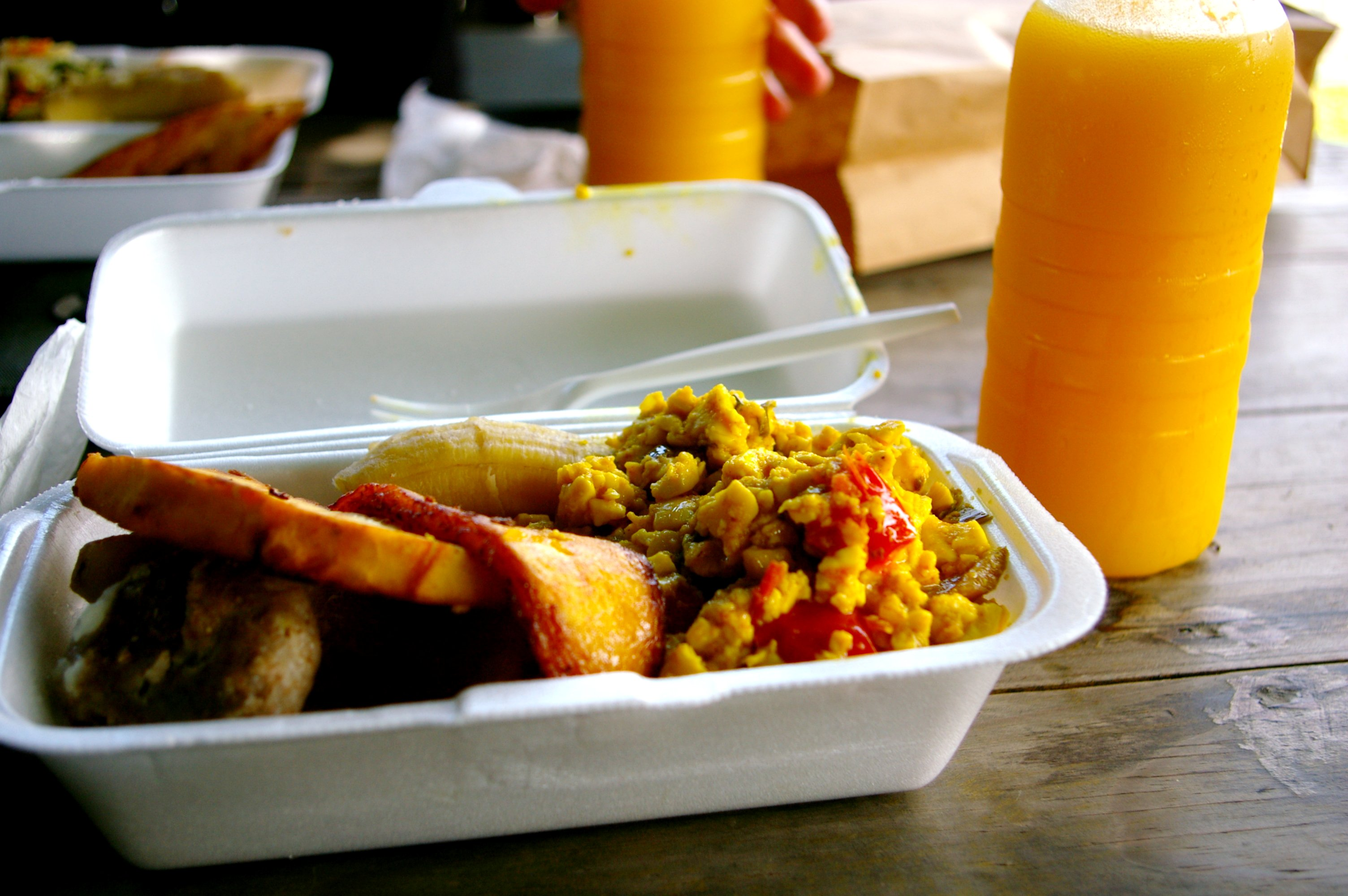
Una colazione ital-giamaicana composta da ackee, cibo bollito, succo di mango e ananas.

Ital ( /aɪ t ɑː l / ), è una particolare cucina del Rastafarianesimo.

## Origine del nome
Il termine deriva dalla parola inglese "vital", con l'iniziale "v" rimossa. Quest'enfasi sulla lettera "I" è data a molte delle parole presenti nel vocabolario rastafariano per indicare l'unità di chi "parla con tutta la natura".

## Caratteristiche
Il cibo Ital varia ampiamente da rastafariano a rastafariano, e ci sono poche regole universali generalmente accettate.
L'obiettivo primario dell'adesione a una dieta Ital è aumentare il tenore di vita. La vitalità, o l'energia vitale che i rastafariani generalmente credono vive all'interno di tutti gli esseri umani, come conferita dall'Onnipotente. Un principio comune delle credenze rastafariane è la condivisione di una "vitalità centrale" tra gli esseri viventi, e ciò che viene messo nel proprio corpo dovrebbe aumentarla piuttosto che ridurla. Sebbene ci siano diverse interpretazioni dell'Ital riguardo a cibi specifici, il principio generale è che il cibo dovrebbe essere naturale. I rastafariani quindi spesso evitano gli alimenti che sono modificati chimicamente o contengono additivi artificiali (ad esempio, coloranti, aromi e conservanti). Alcuni evitano anche l'aggiunta di sale negli alimenti, in particolare il sale con l'aggiunta artificiale di iodio. In interpretazioni rigorose, gli alimenti che sono stati prodotti utilizzando sostanze chimiche come pesticidi e fertilizzanti non sono considerati Ital. I primi aderenti adottarono le loro leggi alimentari sulla base della loro interpretazione di diversi libri della Bibbia, incluso il Libro della Genesi, il libro Levitico e il Deuteronomio. Insieme ai dreadlock e al fumo sacro della cannabis, osservare una dieta vegetariana è una delle pratiche che i primi rastafariani adottarono. Il fondatore della fede, Leonard Howell, affettuosamente chiamato "Gong" e "Gyangunguru Maragh", sebbene non di origine indiana, era affascinato dalle pratiche indù e fu determinante nel promuovere una dieta a base vegetale.